# 李栄俊

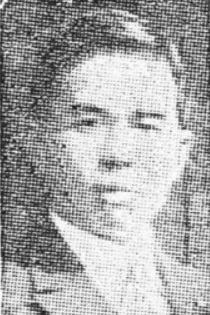
1934年ごろ

李 栄俊（イ・ヨンジュン、朝鮮語: 이영준/李榮俊、1896年9月17日 - 1968年8月18日）は、日本統治時代の朝鮮の医学者、医学教育者、大韓民国の政治家。第3代セブランス医学専門学校（現・延世大学校医療院）校長、制憲・第4・5・6代韓国国会議員、第5代民議院副議長を歴任した。
本貫は公州李氏。キリスト教徒。

## 経歴
ソウル市南大門出身。大邱仁南学校、啓聖高等普通学校、京城養正高等普通学校を経て、1926年にセブランス医学専門学校（現・延世大学校医療院）卒。京畿道小学校教員試験合格。1931年、東京帝国大学（現・東京大学）にて医学博士取得。以後セブランス連合医学専門学校教授、東京帝国大学医学部にて皮膚泌尿器科学について研究した。以後延禧専門付属医院院長、東亜日報顧問、第3代セブランス連合医学専門学校校長（1941年～1945年）、セブランス医用薬品会社副社長、韓国民主党ソウル市党部委員長・財政部長、制憲国会文教社会委員会委員長、大韓赤十字社事務総長、民主党創党準備委員会副委員長・中央委員長・東大門乙区党委員長・中央党幹事長、第5代民議院副議長、民衆党ソウル第4地区党委員長を務めた。
晩年の1967年5月に新民党を離党し、共和党に入党したため、議員職を失った。1968年8月18日、ソウル市東大門区の自宅にて老衰により死去。享年73。

## 活動
1949年10月29日、日本政府が在日韓国人学校364校に閉鎖・改編を命令したのに対し、国会文教社会委員長として在日韓国人児童の教育問題を緊急調査するために3人の調査委員を日本に派遣するという緊急動議案を提出した。